# Dicranoloma rugifolium
Dicranoloma rugifolium är en bladmossart som beskrevs av Edwin Bunting Bartram 1942. Dicranoloma rugifolium ingår i släktet Dicranoloma och familjen Dicranaceae. Inga underarter finns listade i Catalogue of Life.